# Franklin (jednostka)
Franklin (Fr), statokulomb (statC), elektrostatyczna jednostka ładunku (esu) – jednostka ładunku elektrycznego, jednostka pochodna w układzie miar CGS.
1 franklin = {\displaystyle 1{\sqrt {\text{dyn}}}\cdot {\text{cm}}} = {\displaystyle {\frac {1}{10c}}}kulombów = 3.33564×10−10 C
gdzie:
{\displaystyle c} – prędkość światła
Nazwa nadana ku czci amerykańskiego uczonego Benjamina Franklina.